# Koufonisia
Koufonisia (griechisch Κουφονήσια (n. pl.)) ist eine Inselgruppe der Kleinen Kykladen und ein Gemeindebezirk in der 2011 neu geschaffenen Gemeinde Naxos und Kleine Kykladen. Seit 1963 bildete er eine selbständige Landgemeinde (kinotita κοινότητα) innerhalb der Präfektur der Kykladen.

## Lage
Die Inseln liegen zwischen Naxos im Nordwesten und Amorgos im Südosten. Pano Koufonisi ist die einzige bewohnte Insel der Gruppe und liegt etwa 5 km südöstlich von Naxos und 20 km nordwestlich von Amorgos. Die kleinere Insel Kato Koufonisi liegt südwestlich und wird durch die 400 m schmale und maximal 8 m tiefe Meerenge von Koufonisi (Στενό Κουφονησιού) von Pano Koufonisi getrennt. Keros, die größte Insel des Gemeindebezirks, liegt weniger als 4 km südöstlich, Schinoussa 8 km südwestlich und Donousa 23 km nordöstlich.

## Die einzelnen Inseln
| Name                       | griechischer Name                           | Fläche km² | Höhe  | Lage                         |
| -------------------------- | ------------------------------------------- | ---------- | ----- | ---------------------------- |
| Pano Koufonisi             | Πάνω Κουφονήσι (n. sg.)                     | 05,77      | 113 m | 36° 56′ 28″ N, 25° 36′ 29″ O |
| Kato Koufonisi             | Κάτω Κουφονήσι (n. sg.)                     | 03,898     | 121 m | 36° 54′ 43″ N, 25° 34′ 43″ O |
| Keros                      | Κέρος (f. sg.)                              | 15,042     | 434 m | 36° 53′ 27″ N, 25° 38′ 58″ O |
| Glaronisi (Glaros)         | Γλαρονήσι (Γλάρος) (n. sg.)                 | 00,156     |       | 36° 54′ 58″ N, 25° 36′ 20″ O |
| Daskalio                   | Δασκαλειό (Δασκαλιό) (n. sg.)               |            |       | 36° 53′ 15″ N, 25° 36′ 15″ O |
| Prasoura (Kopria, Kopries) | Πρασούρα (f. sg.) (Κοπριά, Κοπριές)         | 00,145     |       | 36° 59′ 12″ N, 25° 38′ 18″ O |
| Voulgaris (Gourgari)       | Βούλγαρης (Γούργαρι) (f. sg.)               | 00,119     |       | 36° 52′ 42″ N, 25° 41′ 17″ O |
| Mikri Plaka                | (f. sg.)                                    |            |       | 36° 52′ 45″ N, 25° 38′ 3″ O  |
| Megali Plaka               | Μεγάλη Πλάκα (f. sg.)                       |            |       | 36° 52′ 39″ N, 25° 37′ 37″ O |
| Tsouloufi                  | Τσουλούφι (n. sg.)                          |            |       | 36° 52′ 25″ N, 25° 37′ 19″ O |
| Lazaros                    | Λάζαρος (m. sg.)                            |            |       | 36° 52′ 13″ N, 25° 37′ 23″ O |
| Plaki                      | Πλακή (Πλακί) (f. sg.)                      |            |       | 36° 51′ 42″ N, 25° 37′ 21″ O |
| Louvardari (Agios Andreas) | Λουβαρδάρι (f. sg.) (Άγιος Ανδρέας (m. sg.) | 00,103     |       | 36° 52′ 14″ N, 25° 38′ 13″ O |

## Naturschutz

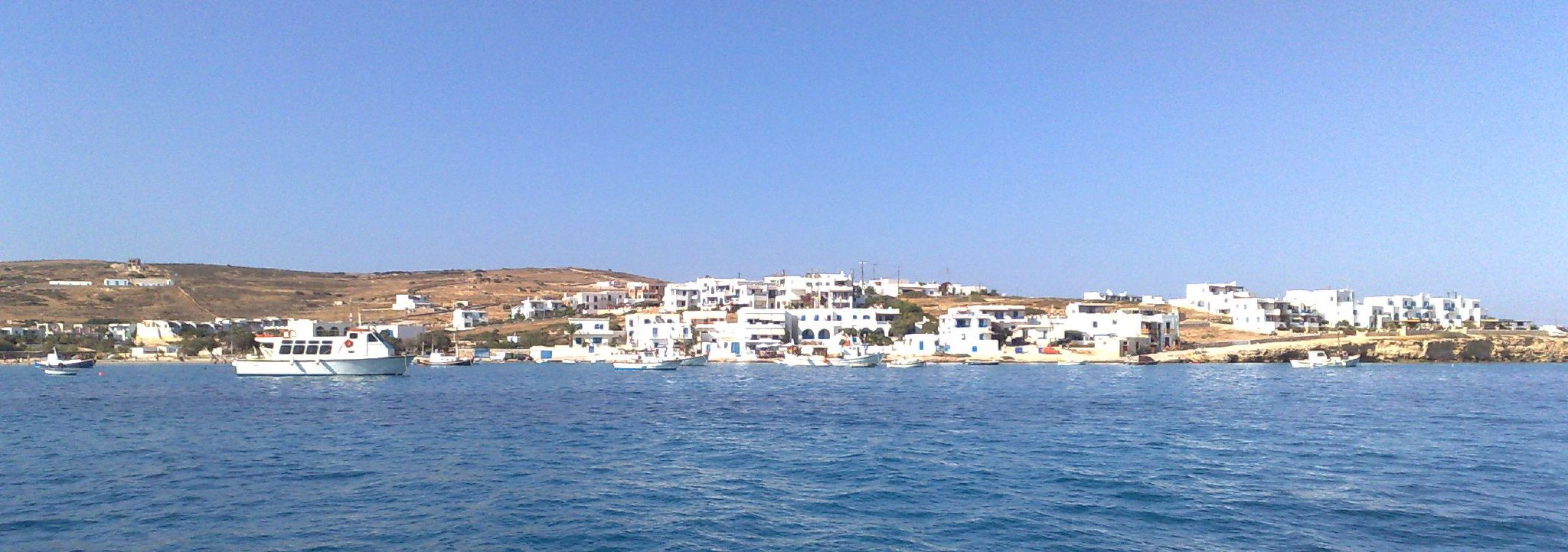
Die Siedlung Koufonisi

Die Inseln sind Teil des Natura 2000 Gebiets GR4220013 Mikres Kyklades: Irakleia, Schinoussa, Koufonisia, Keros, Antikeri kai thalassia zoni ().